# لويس هيوغ فنسنت
لويس-هيوغ فنسنت (31 أغسطس 1872 - 30 ديسمبر 1960) عالم آثار فرنسي، وراهب يتبع الرهبنة الدومينيكانية. تلقى تعليمه في المدرسة الكتابية في القدس. وأجرى أبحاثاً أثرية بارزة في منطقة فلسطين (المنطقة)، بالأخص خلال فترة الانتداب على فلسطين.

## مؤلفاته
- Vincent, L.-H., and فليكس ماري هابيل  [لغات أخرى]‏. Jérusalem: Recherches de topographie, d'archéologie et d'histoire
  - Vol. 1, Jérusalem antique. Paris, 1912.
  - Vol. 2, Jérusalem nouvelle. Paris, 1922.
- Vincent, L.-H.; Abel, F.-M. (1923). Hébron: Le Haram el-Khalîl, sépulture des patriarches (بالفرنسية). Ernest Leroux.
- Vincent, L.-H.; Abel, F.-M. (1932). Emmaüs, Sa Basilique Et Son Histoire (بالفرنسية). Paris. Vol. 1.{{استشهاد بكتاب}}:  صيانة الاستشهاد: مكان بدون ناشر (link)

## وصلات خارجية
- List of articles
- Necrology in  Biblical Archaeologist  vol.XXIV, No.2, May 1961 O.R.Sellers -  Louis-Hughes Vincent - In Memoriam
- Obituary in  Bulletin of the American Schools of Oriental Research  No.164, 1961 وليام فوكسويل أولبرايت - 'In Memory Of Louis Hugues Vincent .